# Astypalaias flygplats
Astypalaias flygplats är en flygplats i Grekland.   Den ligger i prefekturen Nomós Dodekanísou och regionen Sydegeiska öarna, i den sydöstra delen av landet, 280 km sydost om huvudstaden Aten. Astypalaias flygplats ligger 43 meter över havet. Den ligger på ön Nísos Astypálaia.